# Mydaea flavicornis
Mydaea flavicornis este o specie de muște din genul Mydaea, familia Muscidae, descrisă de Daniel William Coquillett în anul 1902. Conform Catalogue of Life specia Mydaea flavicornis nu are subspecii cunoscute.